# 사공영진
사공영진(司空永振, 1958년 ~ )은 대한민국의 제43대 대구고등법원장에 재직했던 법조인이다.

## 생애
1958년에 대구광역시 군위에서 태어나 경북고등학교와 서울대학교 법과대학을 졸업하고 1981년 6월 제23회 사법시험에 합격해 사법연수원 13기를 수료했다. 1985년 3월에 대구지방법원 판사에 임용된 이후 대구지방법원 안동지원, 대구지방법원, 대구고등법원에서만 판사 생활을 하다가 1999년 3월 대구지방판사에서 부장판사에 임명되었다. 2003년 2월에 임명된 대구지방법원 가정지원장을 맡기도 했지만 2년이 지나 2005년 2월에 대구고등법원 부장판사가 되어 재판을 계속 하여오다가 2012년 2월에 제51대 청주지방법원장에 임명되어 2년동안 재직하면서 충청북도선거관리위원회 위원장을 겸직하였다. 청주지법원장 재직 중에는 법률서비스를 받기 어려운 서민들의 사법 접근권을 보장하기 위해 국선전담변호인단, 소송구조지정변호사단의 운영을 내실화했고 나홀로소송 안내쪽지 제도를 실시해 당사자들의 권리 구제에도 앞장 섰다. 청주지방법원장으로 재직하면서 시민사법참여위원회, 법원견학 및 체험 프로그램, 각종 봉사활동 등을 적극적으로 실시해 국민과의 소통 및 사법부의 신뢰 제고에 크게 기여했다는 평가를 받았다. 2014년 1월16일 대법관후보추천위원회로부터 차한성 대법관 후임 후보로 추천되었다. 2014년 2월에 대구고등법원 부장판사로 돌아왔고 2017년 2월에 대구고등법원장에 임명되었다.
대구지법 제11형사부 재판장으로 재직하던 2000년 10월 11일 칠곡군수로 재직하면서 1996년 6월 테마파크 대표 정씨로부터 허가 등과 관련된 '민원을 잘 봐달라'는 부탁과 함께 5000만원,같은 해 5월 도개온천 대표 최씨로부터 '인·허가 편의를 봐달라'는 부탁과 함께 1000만원을 받은 혐의로 구속기소된 칠곡군수 최재영 피고인(63)에 대해 법정형이 7년이상 유기징역에도 불구하고 징역 5년 추징금 6000만원을 선고했다.
대구고등법원 제1형사부 재판장으로 재직하던 2001년 3월 14일에 2000년 4·13총선 과정에서 특정 후보의 낙선운동을 벌인 혐의로 기소된 전 대구총선시민연대 공동대표에 대해  "낙선운동이 실정법을 위반한 것이 사실이지만 유사한 사건에 대한 다른 법원 판결 등을 감안할 때 엄하게 벌할 사안이 아닌 것으로판단된"며 선고유예 판결을 했으며 2005년 4월 16일 살인혐의로 구속기소되어 1심에서 징역 15년을 선고받은  이모(19.학생)군에 대해 "범죄사실 증명은 반드시 직접증거만으로 해야 하는 것은 아니고 논리와 경험법칙에 합치되는 한 간접증거로도 할 수 있으나 본 사건의 경우 피고인이 줄곧 범행사실을 부인하고 있는데다 증명력을 부여할 수 없는 증거들에 의해 인정된 피고인의 행적과 불명확한 증언들을 종합해 유죄의 증거로 삼는 것은 무리가 있다:고 하면서 원심을 파기하고 증거불충분을 이유로 무죄를 선고했고 한나라당 김태환과 김석준 의원의 선거법 위반 사건에서 당선무효형인 벌금100만원에 미치지 못하는 벌금 80만원을 각각 선고했지만 대구하계U대회 옥외광고물업자로부터 1억8천700만원을 받은 혐의로 구속기소된 강신성일 전 한나라당 의원에 대한 항소심에서 "청렴성과 공정성이 요구되는 대회 집행위원으로서 공정한 경쟁을 해치고 시장질서를 흐트리는 대가로 직무와 관련돼 받은 금품임이 인정되고 원심 법리적용에 잘못이 없다"며 "배우로서 문화산업 발전에 기여했고 고령인 점은 인정되지만 무기징역 또는 10년이상의 유기징역에 처하는 법정형에 대한 최대한의 감경인 1/2  감경한 1심이 최하의 형을 선고했기 때문에 원심을 확정할 수 밖에 없다"며 원심대로 징역 5년에 추징금 1억8천700만원을 선고했다.
대구고등법원장으로 재직 중이던 2017년 10월 30일 경북대학교 법학전문대학원에서 열린 대구법원 시민사법위원회, 경북대 법학전문대학원과 함께 '대구·경북 시·도민과 함께하는 사법포럼'에서 " 국민이 사법기관에 접근하기 어렵게 된다면, 그것이 법령에 의한 제약 때문이든 당사자의 경제적 사정 때문이든 헌법이 규정한 실체적 기본권을 명목상의 존재로 만들 수 있다"고 하면서 "사법서비스의 지역간 격차 해소라는 문제에 대해 다양한 직역과 공감대를 형성하고, 실현 방안을 협의해 시·도민의 사법 접근이 강화되기를 바란다"고 했으며 2017년 12월 21일 지진 피해를 입어 복구 중인 대구지방법원 포항지원을 방문해 법관과 직원을 격려하고, 피해 및 복구상황을 점검했다.

## 학력
- 1977년 경북고등학교 졸업
- 1981년 서울대학교 법학 학사

## 경력
- 1981.06 제23회 사법시험 합격
- 1985.03 대구지방법원 판사
- 1995.03 대구고등법원 판사
- 1999.03 대구지방법원 부장판사
- 2003.02 대구지방법원 가정지원장
- 2005.02 대구고등법원 부장판사
- 2007.02 대구지방법원 수석부장판사
- 2009.02 대구고등법원 부장판사
- 2012.02 ~ 2014.02 제51대 청주지방법원 법원장
- ~ 2014.02 충청북도선거관리위원회 위원장
- 2014.02 대구고등법원 부장판사
- 2017.02 ~ 2019.02 대구고등법원 법원장
- 2019.02 ~ 법무법인 삼일 고문 변호사
- 2020.02 ~ 2023.03 해양경찰위원회 위원장